# Sénégal aux Jeux olympiques d'été de 1988
L'équipe du Sénégal olympique a remporté 1 médaille (en argent) lors des Jeux olympiques d'été de 1988 à Séoul, se situant à la 36e place des nations au tableau des médailles.
La délégation sénégalaise compte 23 sportifs (22 hommes et 1 femme).

## Liste des médaillés sénégalais

### Médailles d'or
| Sport              | Discipline | Sportifs | Performance |
| Médailles d'or : 0 |            |          |             |

### Médailles d'argent
| Sport                  | Discipline  | Sportifs      | Performance |
| Médailles d'argent : 1 |             |               |             |
| Athlétisme             | 400 m haies | Amadou Dia Bâ | 47.23       |

### Médailles de bronze
| Sport                   | Discipline | Sportifs | Performance |
| Médailles de bronze : 0 |            |          |             |

## Engagés sénégalais par sport

### Judo
- Pierre Yves Sène